# Yigoga atlas
Yigoga atlas är en fjärilsart som beskrevs av Charles E. Rungs 1957. Yigoga atlas ingår i släktet Yigoga och familjen nattflyn. Inga underarter finns listade i Catalogue of Life.